# Popis hrvatskih veleposlanika u Kataru
Republika Hrvatska i Država Katar održavaju diplomatske odnose od 5. prosinca 1992. Sjedište veleposlanstva je u Dohi.

## Veleposlanici
Veleposlanstvo Republike Hrvatske u Državi Katar osnovano je odlukom predsjednika Republike od 21. listopada 2011.
| Veleposlanik     | Postavljenje       | Opoziv              | Sjedište |
| ---------------- | ------------------ | ------------------- | -------- |
| Drago Štambuk    | 3. ožujka 1999.    | 31. listopada 2000. | Kairo    |
| Ivica Tomić      | 26. ožujka 2002.   | 14. studenoga 2005. | Kairo    |
| Dražen Margeta   | 4. rujna 2006.     | 31. prosinca 2010.  | Kairo    |
| Tomislav Bošnjak | 28. lipnja 2012.   | 12. kolovoza 2017.  | Doha     |
| Drago Lovrić     | 5. listopada 2017. |                     | Doha     |

## Vanjske poveznice
- Katar na stranici MVEP-a